# 5431 Maxinehelin
5431 Maxinehelin este un asteroid din centura principală de asteroizi.

## Descriere
5431 Maxinehelin este un asteroid din centura principală de asteroizi. A fost descoperit pe 19 iunie 1988 la Observatorul Palomar de Eleanor Francis Helin. Asteroidul prezintă o orbită caracterizată de o semiaxă mare de 2,33 ua, o excentricitate de 0,25 și o înclinație de 23,3° în raport cu ecliptica.